# 裴神符
裴神符（?—?），唐代初年贞观年间著名的音乐家，琵琶演奏家，又名裴洛儿，一作裴路儿、裴赂儿。西域疏勒（今新疆维吾尔自治区疏勒县）人。
裴神符善弹琵琶。裴神符最早弃用木弹拨而用手指弹琵琶，称“掐琵琶”，革新了琵琶的演奏技术。这种演奏方法为后世所效仿。裴不仅是琵琶演奏家，而且是作曲家，作曲有《胜蛮奴》、《火凤》、《倾杯乐》，他用新法演奏乐曲《火凤》，深受唐太宗的赏识和称赞。唐太宗擢其为太常乐工，后任宫廷乐师。《火凤》后被配以舞蹈，流传甚广，到唐高宗时大盛。史称“声度清美”，可惜未传于世。元稹在其诗作《法曲》中将《火凤》和《春莺啭》相提并论：“《火凤》声沉多咽绝，《春莺啭》罢长箫索。”该曲在唐代曾产生很大的影响。